# Halyk Bank
Die Halyk Bank (kasachisch Қазақстан Халық Жинақ Банкі; russisch Народный сберегательный банк Казахстана; englisch Halyk Savings Bank of Kazakhstan) ist mit einem Marktanteil von rund 35 Prozent die größte Bank Kasachstans. Ihren Hauptsitz hat sie in der ehemaligen Hauptstadt Almaty.

## Geschichte
Die Geschichte der Bank geht zurück auf die Eröffnung der ersten Filiale einer öffentlich-rechtlichen Bank in Aktjubinsk am 15. August 1923. 1941 gab es bereits über 1500 Filialen der Bank auf dem Gebiet der Kasachischen SSR, die vergleichbar mit einer Sparkasse ist. Bis 1961 stieg die Anzahl auf rund 2800 Standorte an.
Nach dem Zusammenbruch der Sowjetunion und der Unabhängigkeit Kasachstans wurde das Bankensystem des Landes neu geordnet. Im Zuge dessen entstand 1994 die heutige Halyk Bank. Sie umfasste damals 2400 Standorte und beschäftigte rund 14.000 Mitarbeiter. Im folgenden Jahr wurde sie zur größten Bank des Landes. 1998 erfolgte die Umwandlung von einer geschlossenen Aktiengesellschaft mit hundertprozentiger Regierungsbeteiligung in eine offene Aktiengesellschaft und somit der Gang an die Börse; seitdem werden die Aktien der Bank an der Kasachischen Börse gehandelt. Seit 2006 werden die Aktien der Halyk Bank auch an der London Stock Exchange gehandelt.
Im Oktober 2004 übernahm die Halyk Bank 100 Prozent der Anteile an der kirgisischen Kairat Bank, die von der kirgisischen Regierung privatisiert wurde. 2008 erfolgte der mit der Gründung einer Tochtergesellschaft der Markteinstieg in Georgien. Im Februar 2014 übernahm die Halyk Bank die HSBC Bank Kasachstan, einen Ableger der britischen HSBC. 2016 wurden 60 Prozent der Anteile an der Altyn Bank, der ehemaligen HSBC Bank Kasachstan, an die chinesische CITIC Bank verkauft.
Im Februar 2017 kündigte die Halyk Bank ihre Übernahmeabsicht für die Kazkommertsbank, der bis dahin zweitgrößten Bank des Landes, an. Die Kazkommertsbank kämpfte mit starken Liquiditätsproblemen infolge der Übernahme der BTA Bank. Im Juni erwarb die Halyk Bank 96,8 Prozent der Anteile der Kazkommertsbank. Im Juli 2018 wurde die Übernahme abgeschlossen. Im Mai 2019 wurde mit der Tenge Bank ein Tochterunternehmen in Usbekistan etabliert.

## Konzernstruktur
Die Aktien der Halyk Bank sind an der kasachischen Börse gelistet; Hauptanteilseigner ist die Almex Group, die 64,7 Prozent der Anteile besitzt. Die Almex Group wird von Timur Qulybajew und seiner Ehefrau Dinara kontrolliert, Schwiegersohn und Tochter des ehemaligen Präsidenten Nursultan Nasarbajew. Weitere 6,1 Prozent hält der kasachische Pensionsfonds und 26,2 Prozent sind im Besitz ausländischer Investoren.
Folgende Unternehmen gehören zur Halyk Group:
- Halyk Aktiv 1 (problembehaftete Vermögenswerte)
- Halyk Finance (Börsendienstleistungen)
- Halyk Finservice (Zahlungsdienstleistungen)
- Halyk Inkassatsiya (Inkassodienstleistungen)
- Halyk Leasing (Leasing)
- Halyk Life (Lebensversicherungen)
- Halyk Project (problembehaftete Vermögenswerte)
- IC Halyk (Versicherungen)
- Kazkommerts Securities (Börsendienstleistungen)
- Kazteleport (Telekommunikation, IT-Dienstleistungen)
- KUSA Halyk (problembehaftete Vermögenswerte)

Auslandsgeschäft:
- Halyk Bank Georgien
- Halyk Bank Kirgisistan
- Halyk Bank Tadschikistan
- Moskommertsbank (Russland)
- Tenge Bank (Usbekistan)